# Чайка (лодка)

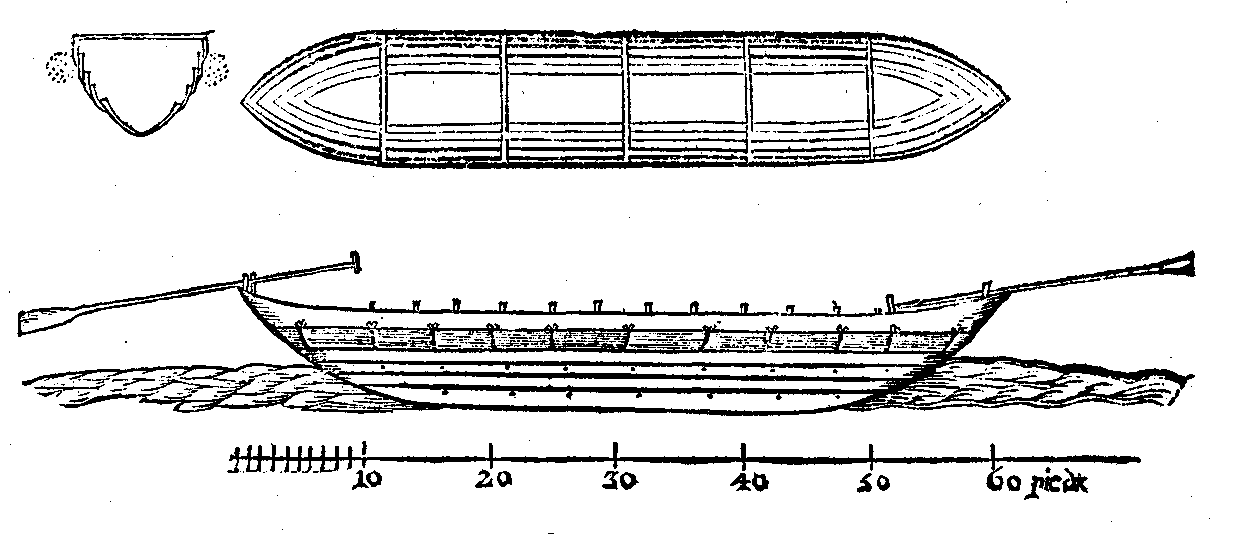
Чертёж конструкции чайки, составил Гийом ле Вассер Де Боплан, 1660 год

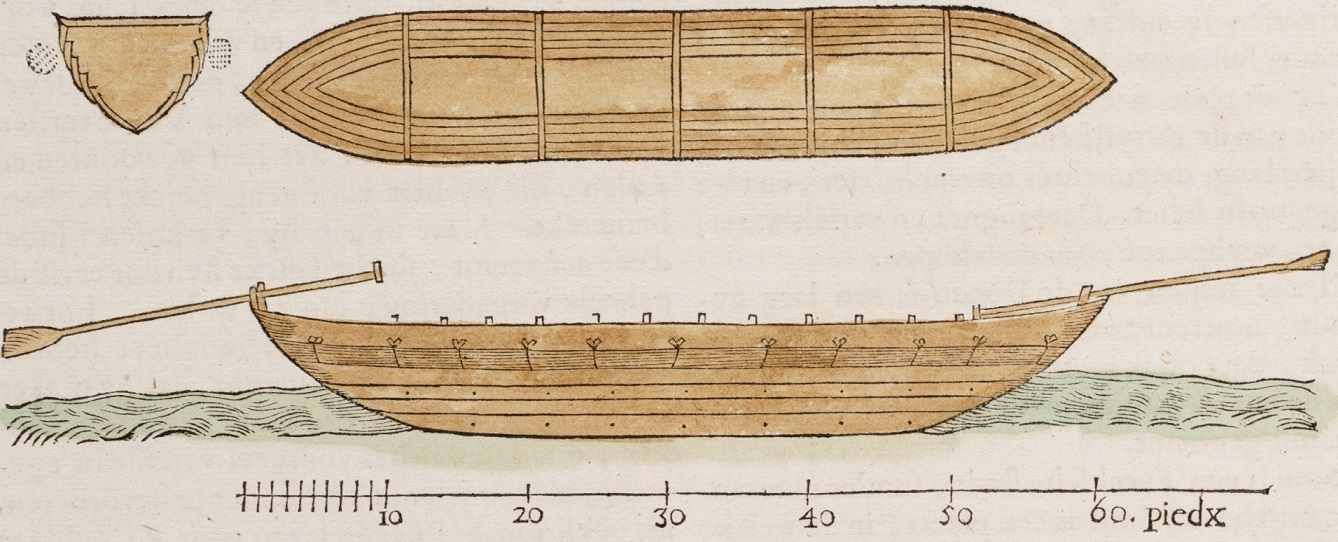
Чертёж конструкции казачьего судна, из книги 1664 года, в музей Амстердама, как чайка в первоисточнике не упомянута

Ча́йка — беспалубный плоскодонный чёлн запорожских казаков XVI — XVII века. Так же, как русские насады, чайка представляла собой чёлн-однодеревку, по бортам обшитый досками.
Чайки отличались быстроходностью и позволяли совершать большие морские переходы.
Длина около 18 метров, ширина 3,6 метра и высота бортов 1,6 метра. Снаружи бортов для увеличения остойчивости и плавучести крепился камышовый пояс (снопы, фашины) диаметром около 60 сантиметров. Такой «Спасательный круг» часто помогал казакам прятаться от вражеских судов — в случае опасности «чайка» загонялась в плавни и утапливалась, при этом благодаря фашинам лодка получала нейтральную плавучесть, то есть держалась на плаву в затопленном состоянии. Судно имело поперечные переборки и скамьи, мачту с парусом, 10—15 пар вёсел, носовой и кормовой рули, вмещал до 70 человек. Вооружение 4—6 фальконетов (пушки калибром 30 мм). На борту имелся достаточный для длительных морских походов запас оружия и провианта.
Вместе с «чайками» казаки использовали и другие лодки, как речные, так и морские, и с другими названиями: дубы (их делали из дуба) и байдаки (байды).

## Происхождение названия
Существуют несколько версий происхождения названия «чайка»:
1. Название происходит от изменённого слова тур. šaika — лодка.
2. Название происходит от птицы чайки и подчеркивает легкость, быстроходность и манёвренность лодки.
3. «Чайка» происходит от татарского слова «каик» «чаик», то есть «круглая лодка».
4. Название пошло от старорусского названия мелкого судна «шайка», которое широко применялось ушкуйниками (из-за разбойничих повадок ушкуйников название корабля перенесли и на его команду).

## Конструкция
Основой построения чаек был киль длиной около 15 метров, который изготавливался из липы, вербы или дуба. На его основе возводился корпус — ставились шпангоуты и наращивались борта до тех пор, пока чайка не достигала 20 метров в длину и 3,6 метра в ширину (при высоте около 1,6 метров). Борт делали из сосновых досок длиной от 320 до 380 см. Доски очень плотно прибивались одна на другую. Вёсельное вооружение чайки обычно составляло 10 — 15 пар вёсел. Примечательно, что на чайках обычно устанавливалось два руля — спереди и сзади. Это многократно ускоряло манёвренность и разворот, так как для смены курса на противоположный достаточно было лишь начать грести в другом направлении.
Палуба на чайках отсутствовала. Для гребцов внутри лодки сооружались скамьи (из расчёта два человека на весло). Снаружи лодка с помощью древесины из липового лыка[уточнить] или дикой вишни обвязывалась снопами камыша. Обвязка резко повышала плавучесть лодки, позволяя ей оставаться на плаву даже будучи заполненной водой. Также вязки камыша защищали экипаж от низколетящих пуль, выполняли роль буфера при швартовании.
Парусное вооружение использовалось лишь в качестве дополнительного движителя. Мачту и парус ставили лишь при благоприятном ветре. Наличие складной мачты позволяло чайке быть очень незаметной в случае засады или при подкрадывании к противнику.

Существуют упоминания о том, что чайки использовались как некий прообраз подводных лодок — команда переворачивала лодку вверх днищем, пряталась под неё, и в таком положении незаметно подкрадывалась к противнику. Также в 1820 году французский морской историк Монжери в книге «О подводном мореплавании и войне» утверждал:
Запорожские казаки пользовались гребными судами, способными погружаться под воду, преодолевая большие расстояния, а затем, поднявшись на поверхность моря, уходили в обратном направлении под парусами.
Исследователи сходятся во мнениях что описанное является преувеличением, и судя по всему казаки просто переворачивали лодки и укрывались под ними для незаметного подкрадывания к противнику.

## Тактика морской войны казаков на чайках
В 1634 году доминиканский аббат Эмиллио Дасколи из Каффы в «Описании Чёрного моря и Тартарии» описывал применение чаек так:
… и по настоящее время до 30, 40 и 50-ти чёлнов спускаются ежегодно в море и в битвах причиняют столь жестокий вред, что берега Чёрного моря стали совсем необитаемы, за исключением некоторых мест, защищённых крепостями. На море ни один корабль, как бы он ни был велик и хорошо вооружён, не находится в безопасности, если, к несчастью, встретится с «чайками», особенно в тихую погоду.

Казаки так отважны, что не только при равных силах, но и двадцатью «чайками» не боятся тридцати галер падишаха, как это видно ежегодно на деле.

## Чайки в походах и сражениях

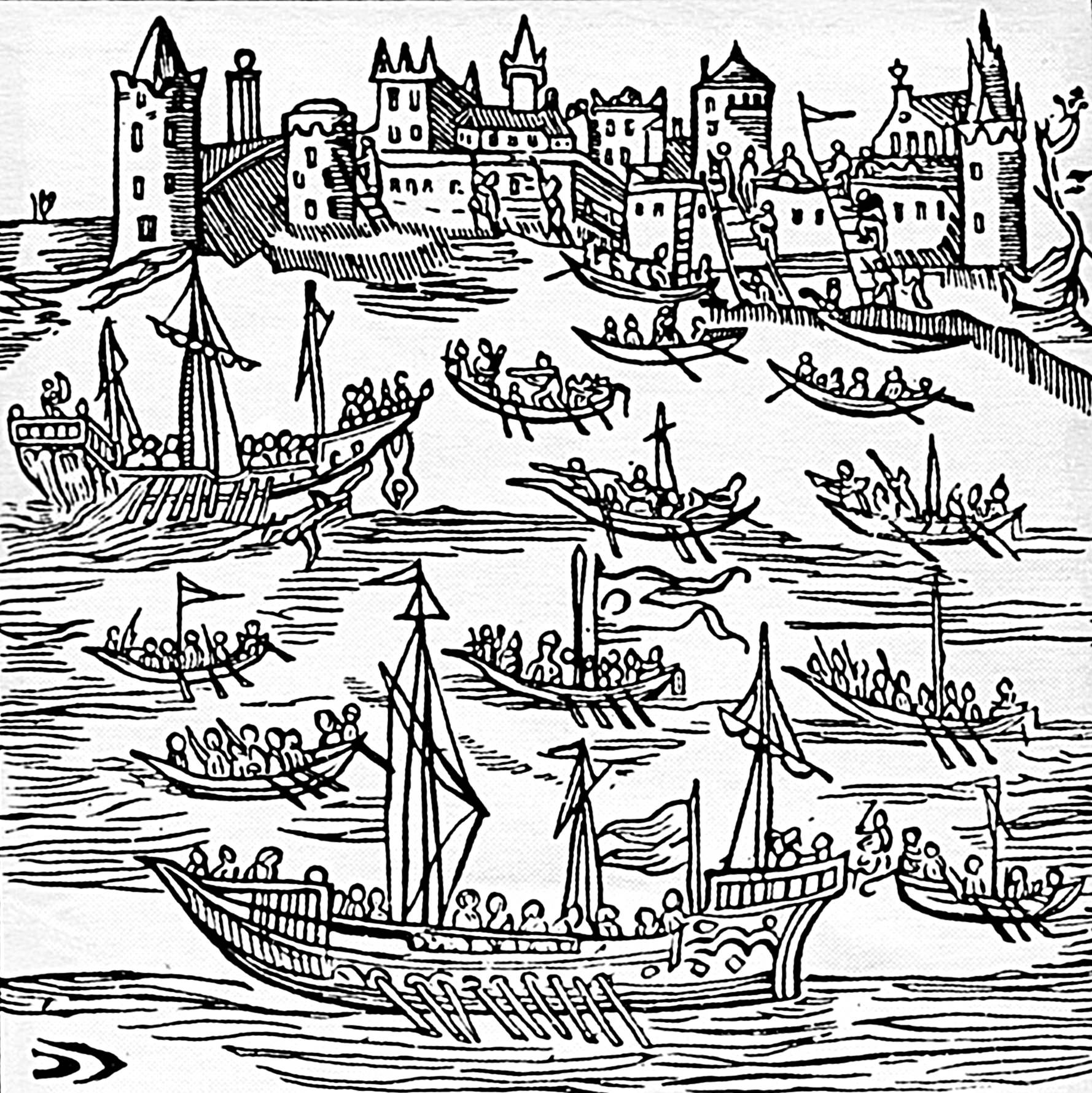
Запорожцы на «чайках» под командованием гетмана П. Сагайдачного уничтожают турецкий флот и захватывают Кафу в 1616 году.

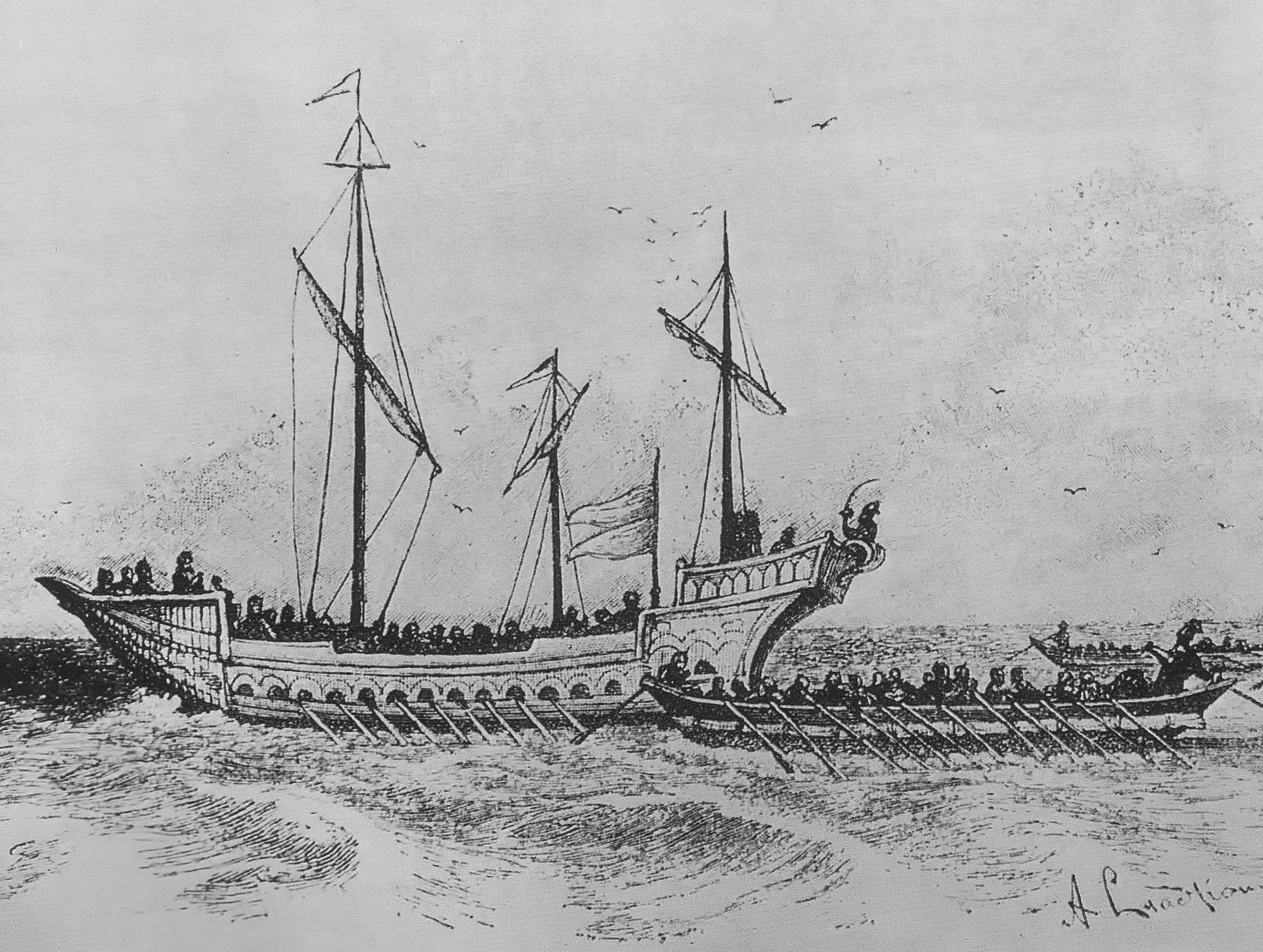
Запорожцы на «чайках» нападают на турецкую галеру. Рисунок Опанаса Сластиона, 1900 год.

Чайки широко использовались запорожскими казаками для быстрого нападения на врагов и столь же быстрого отступления. Известны случаи длительных походов вплоть до берегов Босфора:
- В 1515 году на 32 чайках запорожские казаки совершили набег на Очаков.
- В 1556 году на чайках казаки захватили предместье Очакова.
- 1559 — Крымский поход. Флотилия из 150 — 200 чаек и дубов спустилась от Хортицы по Днепру, захватила два турецких корабля и высадила войска на западное побережье Крыма неподалёку от Перекопа. После нескольких успешных стычек с отрядами Девлета I Гирея запорожцы взяли Кафу, главный невольничий рынок, освободили пленённых соотечественников и успешно возвратились на Хортицу.
- В 1576 и 1590 годах совершены успешные набеги на Синоп и Трапезунд.
- В 1606 году казаки напали на Варну.
- 1608 — нападение на Перекоп.
- 1609 — нападение на устье Дуная.
- 1614 — запорожские казаки захватили турецкие города Синоп и Трапезунд
- 1615 — сожгли гавань Архиоки (Стамбул).
- 1615 — совместный поход запорожских и донских казаков на Азов.
- 1616 — поход на Синоп.
- 1616 — под предводительством гетмана Петра Сагайдачного захватили Кафу.
- 1633 — нападения на Азов, Измаил, Килию.
- 1637 — поход на Азов (Азовское сидение)[5]
- 1651 —  900 казаков на 12 чайках захватили 3 турецких корабля, разгромили г. Каменный Базар, взяли в плен 600 турок. На обратном пути, занесённые бурей к черкасским берегам, они продали много пленных.
- 1652 — 1000 казаков напали на Стамбул, опустошили окрестные населённые пункты и захватили в плен 150 человек. На обратном пути их настигли 10 султанских боевых судов, однако казаки сумели уничтожить большую часть турок и разогнать их корабли. Данный факт говорил о большом мастерстве ведения морского боя.

Чайки также активно использовались и после упразднения Запорожской Сечи в 1775 году. Большую роль флотилия запорожцев сыграла в русско-турецких войнах конца XVIII века под руководством Александра Суворова. Суда оказали помощь войску во взятии Очакова, Измаила, Аккермана, Мачин и Бендер.
- Во время Кинбурнской баталии в мае 1788 года на помощь кинбурнскому гарнизону Суворов вызвал десять лодок с «добрыми молодцами», которые отбивали атаки турецких судов со стороны лимана.
- Под руководством Антона Головатого Черноморская флотилия произвела успешный захват острова Березань — важного стратегического пункта в устье Днепра. По приказу Суворова казаки на чайках тихо подошли к острову, дали залп из пушек и винтовок, а затем высадились на берег, где после общего штурма овладели береговыми окопами и артиллерийской батареей.
- В октябре 1790 года казаки помогли пехотинцам овладеть крепостью Килия, а вскоре и придунайскими замками Тульча и Исыкча.
- При взятии Измаила 24 декабря 1790 года сто казацких судов под командованием Головатого атаковали Измаил со стороны Дуная и под градом ядер и картечи высадили десант для штурма крепости. Суворов лично отмечал в рапорте к Потёмкину «полковника и кавалера Головатого, который отличной храбростью, трудом и постоянным старанием не только войску своему подавал пример, но и сам действовал бесстрашно».[7]
- После взятия крепости Хаджибей и начала постройки там нового города (который позже назовут Одессой) 4 июля 1794 года в специальном рапорте на имя генерал-фельдмаршала Румянцева Суворов предложил использовать при создании местной команды моряков опыт и возможности тех казаков, которые не отправились на Кубань. В результате, 12 казацких «чаек» составили основу одесской флотилии.

## Упоминания в истории
Описывая Чёрное море и Тартарию, префект Кафы Эмиддио Дортелли д'Асколи в 1634 году писал о чайках следующее:
Если Чёрное море всегда было сердитым с древних времен, то теперь оно несомненно чернее и страшнее по причине многочисленных чаек, всё лето опустошающих море и сушу. Эти чайки длинноваты, наподобие фрегатов, вмещают 50 человек, идут на вёслах и под парусом. Дабы они могли выдерживать жестокие бури, их обвязывают вокруг бортов соломой… На море же ни один корабль, как бы ни был он велик и хорошо вооружён, не находится в безопасности, если, к несчастию встретится с ними, особенно в тихую погоду.
Сподвижник Петра I вице-адмирал К. И. Крюйс также оставил записи о запорожских судах:
Челны́ казацкие не имеют палуб, длиною от 50 до 70 фут (15,25–21,35 м), шириною 20 фут (6,1 м). Вёсел от 16 до 40, суда имеют руль с носа и кормы.
Французский инженер Гийом Боплан, который в XVII веке состоял на польской службе и занимался строительством крепостей на Польской Украине писал:
Казаки строят челны́ длиною в 60, шириною от 10 до 12, а глубиною в 12 футов. Челны́ сии без киля, дно их состоит из выдолбленного бревна ивового или липового, длиною около 45 футов; оно обшивается с боков на 12 футов в вышину досками, которые имеют длину от 10 до 12, а в ширину 1 фут и приколачиваются одна к другой так точно, как при постройке речных судов… Длина его постепенно увеличивается кверху: это яснее видно из приложенного рисунка. На оном можно заметить толстые канаты из камыша, которые обвиты лыками или боярышником и, как связанные бочонки, обхватывают чёлн от кормы до носа… Челны́ казацкие, имея с каждой стороны по 10–15 вёсел, плывут на греблях скорее турецких галер… Открывают же неприятельский корабль или галеру прежде, нежели турки заметят их челны́, возвышающиеся над морской поверхностью не более 2,5 фута.
После успешного участия казацких чаек в Кинбурнской баталии, в начале июня 1788 года под Очаковым Суворов писал:
…против бусурманских суден кажется мне полезным направить к блокфорту мои три запорожские судна, которые лишь одни способны к погоне.

## Сохранившиеся экземпляры

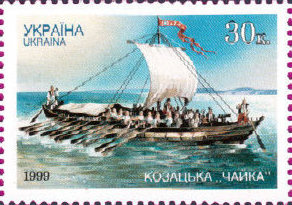
Почтовая марка Украины, 1999 год

В 1998 вблизи острова Хортица (г. Запорожье) на дне Днепра, у скалы Наумовой, была обнаружена затонувшая чайка. Годом спустя, в 1999-м судно было поднято на поверхность. По оценкам учёных возраст находки составляет около 300 лет. Найденная лодка имела длину 17,5 м и могла вместить до 50 человек. Ширина лодки — 3,6 м, высота кормовой части — 2,7 м, а высота борта в средней части не превышала 1,7 м. В отличие от большинства казацких лодок XV — XVII веков, найденная лодка была построена по передовой на то время технологии — на килевой основе. Каркасные части были выполнены из дуба, обшивка и другие детали — из сосны. Такой набор материалов обеспечивал прочность и лёгкость корпуса. Судно имело только 7 пар вёсел (обычные чайки того времени имели 12 пар). Ближе к носу лодки находится место для крепления высокой мачты (до 10 м в высоту), тогда как у других казацких судов парус имел вспомогательный характер (мачты были высотой до 4 м). Очевидно, что найденный экземпляр прежде всего был рассчитан на использование ветровой энергии.
По мнению авторов этой находки, данное судно относится к «новоманерной казацкой лодке» Днепровской флотилии, а «классическая чайка — скорее миф, нежели реальность».

## Реконструкции
Известны случаи создания точных копий казацких чаек.
В 1990—1992 годах во Львове обществом «Кіш» под руководством Василия Качмаря была построена чайка «Пресвята Покрова». Судно обошло Европу, была в Англии, принимала участие во многих регатах и морских фестивалях.

В начале 2000-х годов во Львове была начата постройка чайки «Спас». В 2006 году судно спущено на воду.